# العلاقات الدومينيكية السريلانكية
العلاقات الدومينيكية السريلانكية هي العلاقات الثنائية التي تجمع بين دومينيكا وسريلانكا.

## مقارنة بين البلدين
هذه مقارنة عامة ومرجعية للدولتين:
| وجه المقارنة                                              | دومينيكا              | سريلانكا                         |
| --------------------------------------------------------- | --------------------- | -------------------------------- |
| المساحة (كم2)                                             | 751                   | 65.61 ألف                        |
| عدد السكان (نسمة)                                         | 73.92 ألف             | 21.44 مليون                      |
| الكثافة السكانية (ن./كم²)                                 | 9.84 ألف              | 326.78                           |
| العاصمة                                                   | روسو                  | سري جاياواردنابورا كوتي، كولمبو  |
| اللغة الرسمية                                             | لغة إنجليزية          | اللغة السنهالية، اللغة التاميلية |
| العملة                                                    | دولار شرق الكاريبي    | روبية سريلانكي                   |
| الناتج المحلي الإجمالي (بليون دولار)                      | 562.54 مليون          | 87.17 مليار                      |
| الناتج المحلي الإجمالي (تعادل القوة الشرائية) بليون دولار | 789.63 مليون          | 246.62 مليار                     |
| الناتج المحلي الإجمالي الاسمي للفرد دولار أمريكي          | 7.12 ألف              | 3.93 ألف                         |
| الناتج المحلي الإجمالي للفرد دولار أمريكي                 | 10.88 ألف             | 11.11 ألف                        |
| مؤشر التنمية البشرية                                      | 0.724                 | 0.757                            |
| رمز المكالمات الدولي                                      | +1767                 | +94                              |
| رمز الإنترنت                                              | .dm                   | .lk،                             |
| المنطقة الزمنية                                           | 00، توقيت أطلنطي موحد | ت ع م+05:30                      |

## منظمات دولية مشتركة
يشترك البلدان في عضوية مجموعة من المنظمات الدولية، منها:
| علم المنظمة | اسم المنظمة                        | تاريخ انضمام دومينيكا | تاريخ انضمام سريلانكا |
| ----------- | ---------------------------------- | --------------------- | --------------------- |
|             | مؤسسة التنمية الدولية              | 29 سبتمبر 1980        | 27 يونيو 1961         |
|             | يونسكو                             | 9 يناير 1979          | 14 نوفمبر 1949        |
|             | وكالة ضمان الاستثمار متعدد الأطراف | 7 أكتوبر 1991         | 27 مايو 1988          |
|             | الأمم المتحدة                      | 18 ديسمبر 1978        | 14 ديسمبر 1955        |
|             | دول الكومنولث                      | ?                     | 1948                  |
|             | الاتحاد البريدي العالمي            | ?                     | ?                     |
|             | البنك الدولي للإنشاء والتعمير      | 29 سبتمبر 1980        | 29 أغسطس 1950         |
|             | الاتحاد الدولي للاتصالات           | 28 أكتوبر 1996        | 1897                  |
|             | منظمة حظر الأسلحة الكيميائية       | ?                     | ?                     |
|             | مؤسسة التمويل الدولية              | 29 سبتمبر 1980        | 20 يوليو 1956         |
|             | منظمة التجارة العالمية             | ?                     | ?                     |
|             | منظمة الشرطة الجنائية الدولية      | ?                     | ?                     |

## وصلات خارجية
- موقع وزارة الخارجية السريلانكية